# Jahnula rostrata
Jahnula rostrata är en svampart som beskrevs av Raja & Shearer 2006. Jahnula rostrata ingår i släktet Jahnula och familjen Aliquandostipitaceae.   Inga underarter finns listade i Catalogue of Life.